# Si salvi chi può (la vita)
Si salvi chi può (la vita) è un film del 1980 diretto da Jean-Luc Godard, presentato in concorso al 33º Festival di Cannes.
Rappresenta il ritorno del regista franco-svizzero verso un'arte più tradizionale, dopo il periodo di avanguardia e impegno politico-artistico che ha contraddistinto la sua produzione dopo il Sessantotto, e il coinvolgimento nel progetto cinematografico del Gruppo Dziga Vertov.
Si salvi chi può (la vita) è infatti il primo di quattro film di grande bellezza formale (i successivi saranno Passion, 1982, Prénom Carmen, 1983 e Je vous salue, Marie, 1985), tra i migliori della sua carriera di regista, che riscuoteranno incassi lusinghieri, l'unanimità (o quasi) della critica, e raggiungeranno l'apogeo con il Leone d'Oro per il miglior film al festival del cinema di Venezia del 1983.

## Trama
Il film è diviso in sei parti precedute da didascalie, le prime due delle quasi rappresentano un breve prologo.
–1 – Si salvi chi può (Sauve qui peut)
Nuvole bianche scorrono in un cielo azzurro, sereno, come sfondo ai titoli di testa del film.
0 – La vita (La vie)
Il regista televisivo Paul Godard abita in una camera d'albergo dopo la separazione dalla donna con cui vive, Denise. Lei si reca in bicicletta fuori città, lungo una strada che fiancheggia un lago, in mezzo a un paesaggio alpino.
1 – L'immaginario (L'imaginaire)
Mentre la cameriera rassetta la camera, Paul esce dall'albergo, inseguito dal portiere. L'uomo, che parla un italiano misto a francese, gli fa esplicite avances sessuali, dice di amarlo e gli offre il proprio corpo. Paul lo respinge irritato, forse non è la prima volta.
Denise si ferma con la bicicletta in un caffè di campagna, sta cercando un uomo di nome Piaget. Lo trova su un campo di gioco, si mettono d'accordo: Denise lavorerà nella sua tipografia dopo aver lasciato l'attuale impiego alla televisione. Subito dopo Denise si reca a casa di un'amica che possiede una fattoria, si trasferisce a abitare da lei dopo la separazione da Paul, dato che hanno deciso di affittare a terzi il proprio appartamento in città.
Paul parla agli studenti in un istituto superiore per sopperire all'assenza della regista e scrittrice Marguerite Duras: si è recato a prenderla alla stazione ferroviaria ma lei non è arrivata, o forse lui non ha avuto la pazienza di aspettare. L'uomo fa propria una frase della più famosa collega: «Faccio film per passare il tempo; se ne avessi la forza, non farei nulla».
Paul passa a prendere la figlia dodicenne Cécile all'allenamento, gioca a calcio femminile. Lui e la madre di Cécile, Paulette, sono separati. Paul porta la figlia con sé allo studio televisivo, dove Denise aspetta Marguerite Duras che dovrà apparire in una trasmissione. Quando scopre che la scrittrice non è arrivata, se la prende con Paul e lo aggredisce con un effluvio di insulti sotto gli occhi della figlia.
2 – La paura (La peur)
Paul riaccompagna la figlia all'ex moglie, Paulette. I tre pranzano insieme in un ristorante, la donna chiede e ottiene l'assegno mensile di mantenimento. Cécile reclama il regalo di compleanno, il padre glielo dà sgarbatamente e se ne va, accusando le due di pensare unicamente ai soldi.
Paul si incontra con Denise in un caffè all'aperto. Il rancore della trasmissione rovinata con Marguerite Duras è svanito. Ora che hanno deciso di lasciarsi, i due rievocano il periodo trascorso in comune, una parentesi di lavoro insieme oltre che di amore.
Rimasto solo, Paul si mette in coda all'ingresso di un cinema, ma qui viene abbordato da una prostituta che si propone con circospezione agli spettatori maschi. I due vanno a letto in una camera d'albergo.
3 – Il commercio (Le commerce)
La prostituta è una ragazza originaria della provincia, di nome Isabelle. Adesso vive in città dove esercita la professione come indipendente, senza protettori. All'uscita da un supermercato la sua auto viene bloccata da due lenoni che non tollerano la sua invasione di campo nella loro zona. Per punirla le tirano giù i calzoni e la sculacciano violentemente.
Isabelle abita con un'amica; la convivenza è difficile, non può ricevere i clienti a domicilio, sta cercando un altro appartamento in affitto. Tornata a casa, vi trova la sorella minore, arrivata dalla provincia perché ha bisogno di soldi: vuole acquistare una barca insieme a amici, le necessitano 30.000 franchi e pensa di ottenerli prostituendosi per un periodo di tempo limitato. Isabelle le domanda se sa cosa deve aspettarsi: sì, deve succhiarlo agli uomini; dovrà ingoiare lo sperma o fingere? Meglio non fingere. Che sapore ha? Tutto ciò che vogliono gli uomini è in realtà umiliarti, dice Isabelle.
Isabelle si reca da un cliente di una certa età in una camera d'albergo, l'uomo le impone di recitare una squallida scenetta, deve fingere di essere sua figlia per assecondare una sua fantasia incestuosa. 
Nei giorni successivi Isabelle telefona a altri numeri trovati negli annunci, gli appartamenti non sono più disponibili. Si reca a un nuovo appuntamento, un uomo d'affari e un suo collaboratore fanno spogliare nuda lei e un'altra prostituta e organizzano una stupida scenografia a quattro.
Finalmente Isabelle riesce a ottenere un appuntamento per vedere un alloggio da affittare; casualmente, è quello lasciato libero da Denise e Paul. Quando arriva, sorprende i due in una situazione imbarazzante, perché lui salta addosso all'ex compagna facendola cadere sul pavimento. L'arrivo di Isabelle lo convince a andarsene.
4 – La musica (La musique)
Isabelle e Denise scoprono di avere un carattere compatibile, fanno amicizia e si confidano a vicenda. Isabelle prende in affitto l'alloggio. Paul dà appuntamento a Denise alla stazione ferroviaria, ma oramai la situazione tra i due è totalmente compromessa, lei se ne va subito senza permettere che lui la baci.
Un giorno Paul incontra per strada l'ex moglie e la figlia, le ferma e propone di vedersi più spesso. Paulette non gli risponde ma non sembra contraria. Mentre si allontana, Paul viene travolto da una Mercedes, a bordo c'è la sorella di Isabelle insieme a un uomo.
In terra, moribondo, Paul si stupisce di non vedere scorrere davanti agli occhi la vita intera, e mormora “Per una volta che mi sono fermato a pensare...” Paulette guarda l'ex marito e dice alla figlia “Andiamo, ora non ci riguarda più.”
Mentre si allontana lentamente dal luogo dell'incidente, Cécile passa davanti a un'orchestra d'archi che suona il motivo della colonna sonora. Ogni tanto, durante tutto il film, qualche personaggio si diceva convinto di sentire musica, e chiedeva spiegazioni.

## Critica
(Jean-Luc Godard, Travail-amour-cinéma, 1980.)
Sauve qui peut (la vie) è il primo dei film “svizzeri” di Jean-Luc Godard. Trasferitosi a abitare insieme alla compagna Anne-Marie Miéville nella cittadina di Rolle, nel Canton Vaud, dopo un breve passaggio a Grenoble, il regista torna a portare sullo schermo una fiction tradizionale, facendo tesoro di 12 anni di sperimentazione sul linguaggio delle immagini. È il primo regista a essersi servito così massicciamente del video e della televisione.
Per tutti gli anni ottanta, Godard metterà infatti a frutto il lavoro con le tecnologie video cui si è dedicato nei laboratori Sonimage di Grenoble; i passaggi al ralenti e i fermo immagine di Si salvi chi può, che mettono l'accento su un'istantanea e permettono un momento di riflessione estetica, rappresentano una specie di punteggiatura nella grammatica del film: per esempio in una delle scene iniziali Denise percorre in bicicletta una strada extraurbana, in un paesaggio meraviglioso presso un lago. Il movimento viene rallentato e bloccato 19 volte, come per assecondare la colonna sonora; l'immagine sembra decomporsi nella luce e nel color, intorno al viso dell'attrice, rallenta, si arresta e riparte, a volte con brevi salti, con un effetto che è l'applicazione di tecnologia video all'immagine analogica: una composizione ultra-classica e una decomposizione sperimentale.
Dopo la sperimentazione con la tecnologia video, Godard sente la necessità di evidenziare che l'arresto del movimento e la sua scomposizione in fermo-immagine separati sono diventati interni alla vita del cinema, e che la questione all'ordine del giorno non è solo salvare il cinema, ma anche salvare la vita:
(Marguerite Duras, dicembre 1983)
La trama è costellata di episodi narrativamente marginali, che però raccontano buona parte del film, perché come dice il personaggio Piaget a Denise: «Descrivere le cose secondarie illumina le principali». Lo stesso Paul è un personaggio secondario trattato come principale, e la sua morte non è la naturale conclusione del film, bensì un episodio casuale, marginale. L'inizio delle riprese viene persino ritardato di qualche settimana nella speranza che Jean-Pierre Beauviala metta a punto una macchina da presa Aäton in 35 mm più leggera e maneggevole, secondo i desideri di Godard, ma non ci arriverà per tempo.
Il film è ricco di immagini di violenza, fisica e verbale: la ragazza schiaffeggiata alla stazione ferroviaria perché si rifiuta di scegliere tra due uomini, Paul che salta letteralmente addosso a Denise lanciandosi sopra il tavolo quando si rende conto che non la riavrà più, la sopraffazione gratuita dei clienti su Isabelle, eccetera; anche il linguaggio è violento, spesso osceno, come le profferte del portiere, le conversazioni tra Paul e l'ex moglie farcite di parolacce, il sesso a pagamento spiegato da Isabelle alla sorella con termini molto espliciti. Violenza, sopraffazione e oscenità potrebbero sembrare il leitmotiv del film, ma niente è come sembra in Godard, perché questa volgarità è messa in scena con immagini di una bellezza commovente, di una purezza che rasenta la poesia. Il lavoro del regista sulla critica dell'immagine ci restituisce composizioni impeccabili, il ralenti arresta l'illusione di movimento in istantanee di perfezione fotografica. L'accostamento di colori nitidamente saturi è studiato con attenzione, la bellezza è ricercata in ogni singolo fotogramma: il paesaggio svizzero, il verde dei prati e il blu del lago, i tramonti, le luci artificiali di notte, l'azzurro del cielo che tornerà puntualmente nel Godard degli anni ottanta.
Il film rappresenta la Svizzera nella competizione ufficiale al Festival di Cannes 1980. Gli addetti ai lavori sono divisi tra l'accettazione incondizionata e la repulsione. La prima proiezione in pubblico a Cannes è un disastro, molti spettatori abbandonano la visione durante la scena con l'uomo d'affari e le due prostitute, all'uscita dalla sala c'è chi inveisce contro il regista. Anche i giornalisti sono scioccati. La “catena sessuale” messa in scena da Godard mira a produrre uno choc; eppure giornalisti e pubblico la leggono come una pruriginosa provocazione di un regista che invecchia, non come uno sguardo caustico sulla degenerazione e depravazione del capitalismo.
Il produttore Marin Karmitz evita di distribuire la pellicola in sala fino al successivo agosto, quando Sauve qui peut (la vie) esce dopo un presunto lavoro di revisione da parte di Godard. La critica a questo punto acclama quasi unanime, in realtà la copia distribuita è assolutamente identica a quella proiettata a Cannes. In 12 settimane a Parigi il film totalizza 233.000 spettatori, gli incassi sono il doppio della somma investita. Negli Stati Uniti sarà l'ultimo grande successo di Godard, dove esce con il titolo Every Man for Himself al New York Film Festival e viene distribuito dalla società di Francis Ford Coppola. Mentre si trova negli U.S.A. per la promozione della pellicola, Godard va a trovare Charles Bukowski per consegnargli 10.000 dollari come compenso dell'utilizzo di passaggi dei suoi libri nei dialoghi e nell'ispirazione di alcune scene; lo scrittore, con modestia, non accetta di comparire nei crediti del film perché non ha riconosciuto nulla di proprio (accetta invece il denaro).

## Produzione
Agli inizi del 1979 Marin Karmitz acquista i diritti di un film del quale ancora non si sa nulla, e che dovrebbe rappresentare il ritorno di Godard alla cinematografia commerciale dopo gli anni dell'avanguardia politico-artistica. Suo partner nell'impresa è un giovane produttore di 27 anni, Alain Sarde, che da questo momento avvia con il regista franco-svizzero un sodalizio che avrà la durata di 9 film dal 1979 al 2004.
Godard chiede anche l'intervento alla sceneggiatura di Jean-Claude Carrière, con il quale sta già lavorando al progetto di un film negli Stati Uniti d'America sotto il patrocinio di un suo vecchio fan, il regista Francis Ford Coppola. In realtà non ci sarà mai una vera e propria sceneggiatura, bensì un lavoro d'équipe tra Godard, la propria compagna Miéville e Carrière sulla costruzione di personaggi e situazioni, che si prolunga da gennaio a maggio 1979 nella cittadina svizzera di Rolle, dove vive la coppia.
Godard vorrebbe per interpretare il personaggio di Denise Rimbaud l'attrice Miou-Miou, proveniente dalla gavetta del café-théâtre, che tuttavia rinuncia dopo alcuni soggiorni a Rolle per discutere il film. Godard la sostituirà con Nathalie Baye, vista soprattutto nei film del suo amico François Truffaut, o ex amico dal momento che hanno litigato irreparabilmente. Per familiarizzarsi con gli attori, il regista li va anche a osservare mentre lavorano; arriverà perfino a volare in Wyoming dove Isabelle Huppert è impegnata nelle riprese di I cancelli del cielo di Michael Cimino. Vorrebbe anche la comparsa di Marguerite Duras, nella scena davanti alla classe, ma la regista e scrittrice accetta solo di registrare una pista audio con la propria voce.
Di una sceneggiatura o di un soggetto scritto non c'è traccia se non un documento di 5 pagine e una successiva “presentazione” di una pagina soltanto, che contengono la ripartizione del film in 4 parti (L'imagination, l'immaginazione, diventerà l'imaginaire, l'immaginario).
Le riprese durano sei settimane, da inizio ottobre al 12 novembre 1979, nella campagna intorno a Rolle; le scene urbane sono girate a Losanna, come pure molti interni, mentre il finale è registrato a Ginevra. La pedalata in campagna di Nathalie Baye comporta qualche problema, l'attrice non è capace di usare la bicicletta e le esigenze di ripresa la porteranno più d'una volta sull'orlo delle lacrime.

## Riconoscimenti
- 1981 - Premio César
  - Migliore attrice non protagonista (Nathalie Baye)